# A.C. 그린

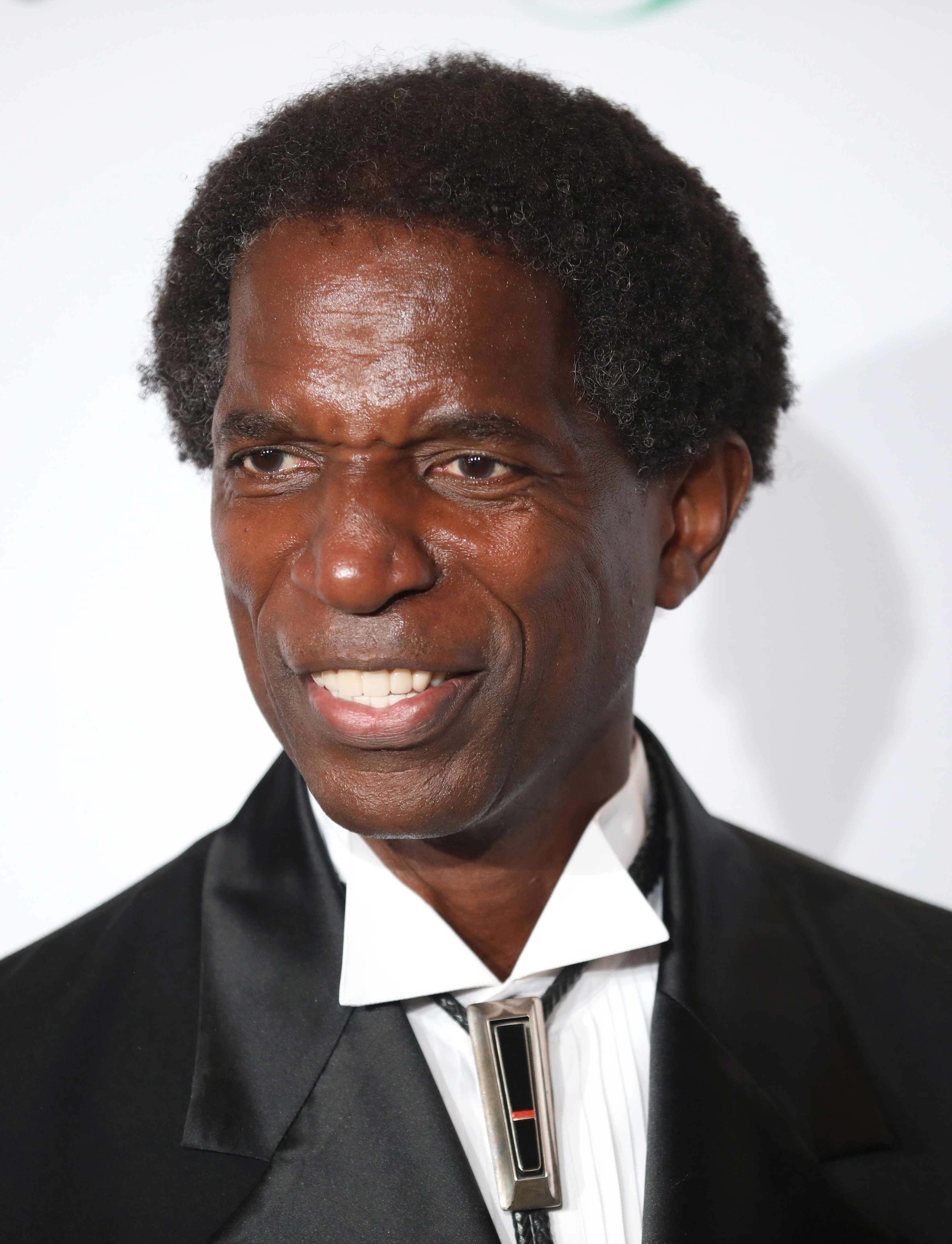
2024년 모습

A.C. 그린 또는 A.C. 그린 주니어(A.C. Green Jr., 1963년 10월 4일 ~)는 미국의 전직 프로 농구 선수이다. "아이언맨"이라는 별명을 가진 그는 1,192경기를 치른 정규 시즌 최다 연속 경기에서 미국 농구 협회(NBA) 기록을 보유하고 있다. 그린은 로스앤젤레스 레이커스, 피닉스 선스, 댈러스 매버릭스 및 마이애미 히트에서 뛰었다. 레이커스에서 가장 큰 성공을 거두었으며 1987년, 1988년, 2000년에 세 번의 우승을 차지했고 1990년에는 NBA 올스타로 선정되었다.
그린은 오리건주 포틀랜드 (오리건주)에서 태어나고 자랐으며 벤슨 폴리테크닉(Benson Polytechnic) 고등학교와 오리건 주립 대학교에 다녔다. 2003년 오리건 스포츠 명예의 전당에 헌액되었다.